# K Kontich FC (féminines)
Maillots
Le Kontich FC est un club de football féminin belge situé à Kontich dans la province d'Anvers. Pendant plusieurs saisons, Kontich FC a joué sous les noms d'autre clubs anversois. 

## Histoire
En 1971, le club est créé comme équipe féminine du Kontich FC et a joué en championnat depuis la fondation en saison 1971-1972. 
En 2010, Kontich se lie au Germinal Beerschot, un club de D1 masculine, sous le nom de Beerschot AD, l'équipe a participé à la première BeNe Ligue. Après la disparition du Beerschot en 2013, le club prend le nom du Royal Antwerp FC pendant une seule saison. Depuis 2014, le club est redevenu une partie du Kontich FC et joue depuis en D1. 

## Saison par saison duBeerschot AC Dames
| Saison    | Div.       | Class. | Pts | Joués | V | N | D  | BP | BC | Coupe de Belgique |
| 2012-2013 | BNL Rouge¹ | 4e     | 21  | 14    | 6 | 3 | 5  | 21 | 17 |                   |
|           | BNL A²     | 8e     | 2   | 14    | 0 | 2 | 12 | 8  | 45 | 1/4 finale        |

### Statistiques
- Le Beerschot AC Dames a joué 1 saison, disputé 28 rencontres, remporté 23 points, gagné 6 fois, fait match nul 5 fois, perdu 17 fois, inscrit 29 buts et en a encaissé 62.

## Saison par saison duRoyal Anvers FC Ladies
| Saison    | Div. | Class. | Pts | Joués | V | N | D  | BP | BC | Coupe de Belgique |
| 2013-2014 | BNL³ | 14e    | 9   | 26    | 1 | 6 | 19 | 17 | 89 | 1/4 finale        |

### Statistiques
- Le Royal Antwerp FC Ladies a joué 1 saison, disputé 26 rencontres, remporté 9 points, gagné 1 fois, fait match nul 6 fois, perdu 19 fois, inscrit 17 buts et en a encaissé 89.